# University of California, Los Angeles
University of California, Los Angeles (UCLA) är ett av tio campus som utgör en del av det delstatsägda universitetsnätverket University of California. Det har över 30 000 studenter och är beläget i Westwood i västra Los Angeles.
Liksom övriga skolor inom University of California har det i Los Angeles en omfattande självständighet och fungerar i många avseenden som ett eget universitet. Det anses vara ett av USA:s bästa universitet och är rankat som ett topp 25-universitet i både USA och internationellt. Detta har gett UCLA-studenterna och själva universitetet en mycket hög status. Det är svårt att komma in på UCLA, då konkurrensen är hård, vilket gör att den sökande måste ha toppbetyg och högt SAT-resultat för att få en plats på universitetet.
UCLA rankades på 17:e plats i världen i Times Higher Educations ranking av världens främsta lärosäten 2019.